# Maria Gadú
Maria Gadú (nombre de nacimiento Mayra Corrêa Aygadoux, 4 de diciembre de 1986) es una cantante, compositora y guitarrista brasileña.
Gadú ha sido nominada dos veces al premio Grammy Latino. Lanzó su primer álbum homónimo, Maria Gadú, en 2009. Su sencillo "Shimbalaiê" se convirtió en número uno en Italia durante el verano de 2011, llegando a mantenerse en la cima de la lista FIMI durante cinco semanas consecutivas.

## Biografía
Maria Gadú comenzó a tocar música cuando era niña, después de haber aprendido los conceptos básicos de lectura de notación musical. Siete años después comenzó a grabar canciones en cintas de casete. Su verdadera formación musical comienza a los trece años, cuando empieza a dar conciertos en los bares de São Paulo, interpretando música de Adoniran Barbosa, Marisa Monte y Chico Buarque.

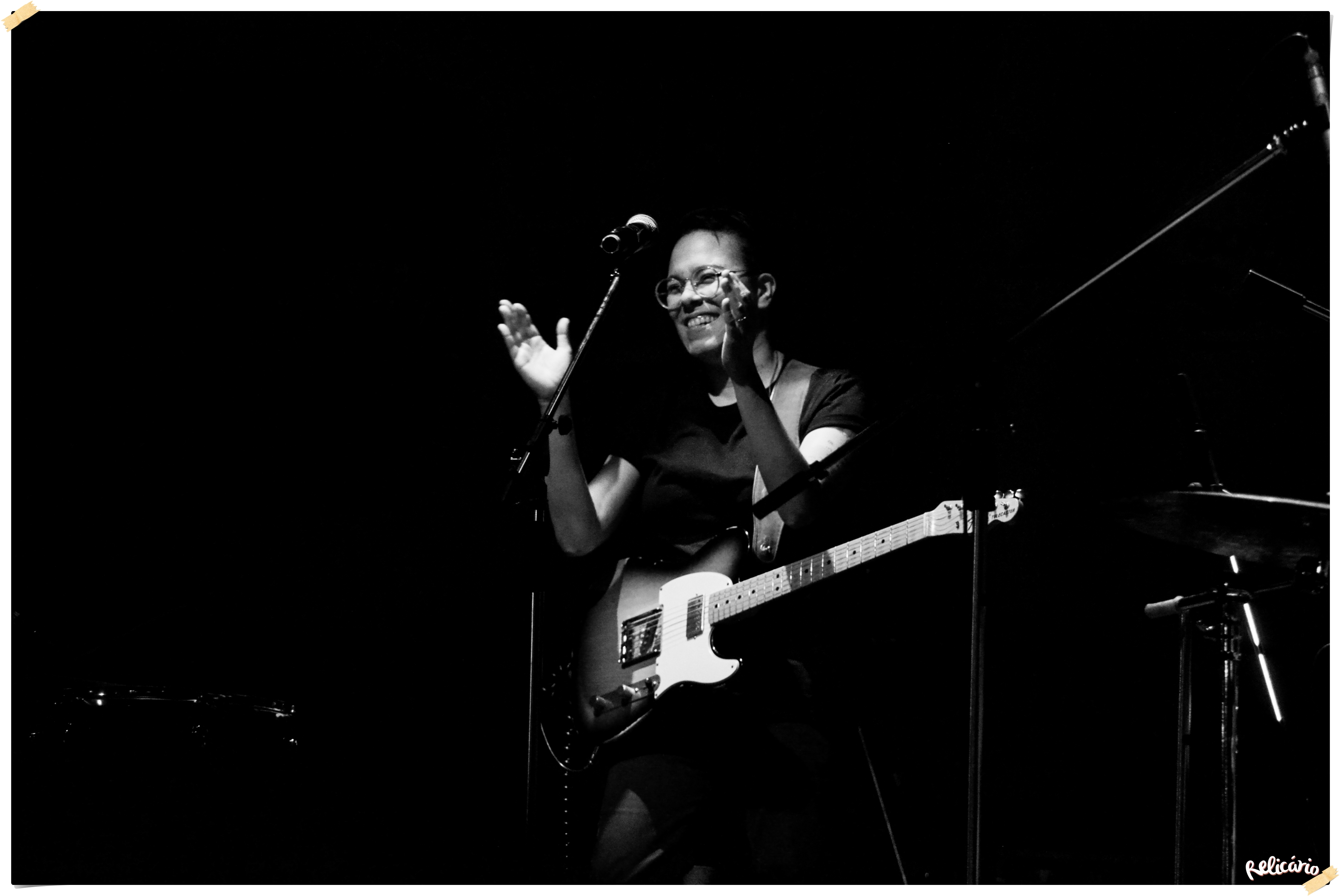
Gadú en el escenario, 19 de junio de 2016.

En 2008 se mudó a Río de Janeiro y comenzó a tocar en bares, donde llamó la atención de músicos famosos como Caetano Veloso, Milton Nascimento y João Donato entre otros. Maria Gadú ganó notoriedad interpretando "Ne me quitte pas" de Jacques Brel para Jayme Monjardim, quién se encontraba en la preproducción de la serie de televisión Maysa: Quando Fala o Coração (en español, Maysa, cuando el corazón canta). Maysa Matarazzo, cantante y madre del director, había tenido mucho éxito en los años 1950 y 1960 cantando, entre otras, el tema principal de la serie. La versión de Gadú no tardó en ser incluida en la banda sonora de la serie que se estrenaría en enero de 2009. Gadú también tuvo un pequeño papel actoral en la serie. A principios de 2009, Maria Gadú empezó a trabajar en su primer álbum para la discográfica Slap de Som Livre.
Gadú tiene además una colaboración con Tony Bennett en la canción "Blue Velvet" de su álbum de 2012 Viva Duets.
En 2015, su álbum Guelã fue nominado en los 16º Premios Grammy Latinos en la categoría Mejor Álbum MPB.

## Discografía

### Álbumes
| Título del álbum                                | Detalles del álbum                                                                               | Posiciones en las listas | Posiciones en las listas | Posiciones en las listas | Certificaciones               |
| Título del álbum                                | Detalles del álbum                                                                               | BRA                      | ITA                      | POR                      | Certificaciones               |
| ----------------------------------------------- | ------------------------------------------------------------------------------------------------ | ------------------------ | ------------------------ | ------------------------ | ----------------------------- |
| Maria Gadú                                      | - Lanzamiento: 20 de julio de 2009 - Discográfica: Som Livre - Formato: Descarga digital, CD     | 4                        | 4                        | 18                       | - PMB: 3× Platino - FIMI: Oro |
| Multishow ao Vivo – Maria Gadú                  | - Lanzado: 2010 - Discográfica: Som Livre - Formato: Descarga digital, CD, DVD                   | 7                        | —                        | 10                       | - PMB: Platino                |
| Maria Gadú y Caetano Veloso – Multishow ao Vivo | - Lanzamiento: 2011 - Sello: Universal Music - Formato: Descarga digital, CD, DVD                | 3                        | —                        | 2                        | - PMB: 2× Platino             |
| Mais Uma Página                                 | - Lanzamiento: 16 de diciembre de 2011 - Discográfica: Som Livre - Formato: Descarga digital, CD | 5                        | 48                       | 22                       | - PMB: 2× Platino             |
| Nós                                             | - Lanzamiento: 19 de julio de 2013 - Discográfica: Som Livre - Formato: Descarga digital, CD     | 2                        | —                        | 27                       |                               |
| Guelã                                           | - Lanzamiento: 25 de mayo de 2015 - Discográfica: Som Livre - Formato: Descarga digital, CD      | 12                       | —                        | —                        |                               |
| Guelã Ao Vivo                                   | - Lanzamiento: 2016 - Discográfica: Som Livre - Formato: Descarga digital, CD                    | 47                       | —                        | —                        |                               |

### Álbumes en vídeo
| Título del álbum                                | Detalles del álbum                                                                       | Posiciones en las listas | Posiciones en las listas | Certificaciones |
| Título del álbum                                | Detalles del álbum                                                                       | BRA                      | POR                      | Certificaciones |
| ----------------------------------------------- | ---------------------------------------------------------------------------------------- | ------------------------ | ------------------------ | --------------- |
| Multishow ao Vivo – Maria Gadú                  | - Lanzamiento: 2010 - Discográfica: Som Livre - Formato: Descarga digital, CD, DVD       | 7                        | 10                       | - PMB: Oro      |
| Maria Gadú y Caetano Veloso – Multishow ao Vivo | - Lanzamiento: 2011 - Discográfica: Universal Music - Formato: Descarga digital, CD, DVD | 3                        | 2                        | - PMB: Platino  |
| Guelã Ao Vivo                                   | - Lanzamiento: 2016 - Discográfica: Som Livre - Formato: Descarga digital, CD            | —                        | —                        |                 |

### Sencillos
| Año  | Título                      | Posiciones en las listas | Posiciones en las listas | Álbum             |
| Año  | Título                      | BRA                      | ITA                      | Álbum             |
| ---- | --------------------------- | ------------------------ | ------------------------ | ----------------- |
| 2009 | "Shimbalaiê"                | 5                        | 1                        | Maria Gadú        |
| 2009 | "Linda Rosa"                | 34                       | —                        | Maria Gadú        |
| 2009 | "Dona Cila"                 | 48                       | —                        | Maria Gadú        |
| 2009 | "Laranja" (con Leandro Léo) | 37                       | —                        | Maria Gadú        |
| 2009 | "Bela Flor"                 | 62                       | —                        | Maria Gadú        |
| 2010 | "Rapte-me, Camaleoa"        | 60                       | —                        | Maria Gadú        |
| 2010 | "João de Barro"             | 66                       | —                        | Multishow Ao Vivo |
| 2010 | "Quando Fui Chuva"          | 33                       | —                        | Multishow Ao Vivo |
| 2010 | "Lanterna dos Afogados"     | 65                       | —                        | Multishow Ao Vivo |
| 2011 | "Oração ao Tempo"           | 76                       | —                        | Mais uma página   |
| 2011 | "Like a Rose"               | 56                       | —                        | Mais uma página   |
| 2013 | "Em Paz" (con 5 a Seco)     | 62                       | —                        | Nós               |
| 2015 | "Obloco"                    | 34                       | —                        | Guelã             |
| 2016 | "Trovoa"                    | —                        | —                        | Guelã Ao Vivo     |